# USS Regulus (AF-57)
El USS Regulus (AF-57) fue un buque de almacenamiento de la clase Victory adquirido por la Armada de los Estados Unidos. Su misión era transportar provisiones, artículos refrigerados y equipos a los barcos de la flota y a estaciones remotas y áreas de preparación.
El segundo buque que la Armada bautizó como Regulus, fue construido bajo contrato de la Comisión Marítima de los Estados Unidos en el marco del programa de construcción naval de emergencia. Fue botado como SS Escanaba Victory (casco MCV 112) por la Oregon Shipbuilding Corporation, Portland, Oregón, el 29 de abril de 1944; botado el 7 de junio de 1944. Fue patrocinado por la Sra. Aubrey D. Day; y entregado a la Comisión Marítima el 29 de junio de 1944.

## Hundimiento

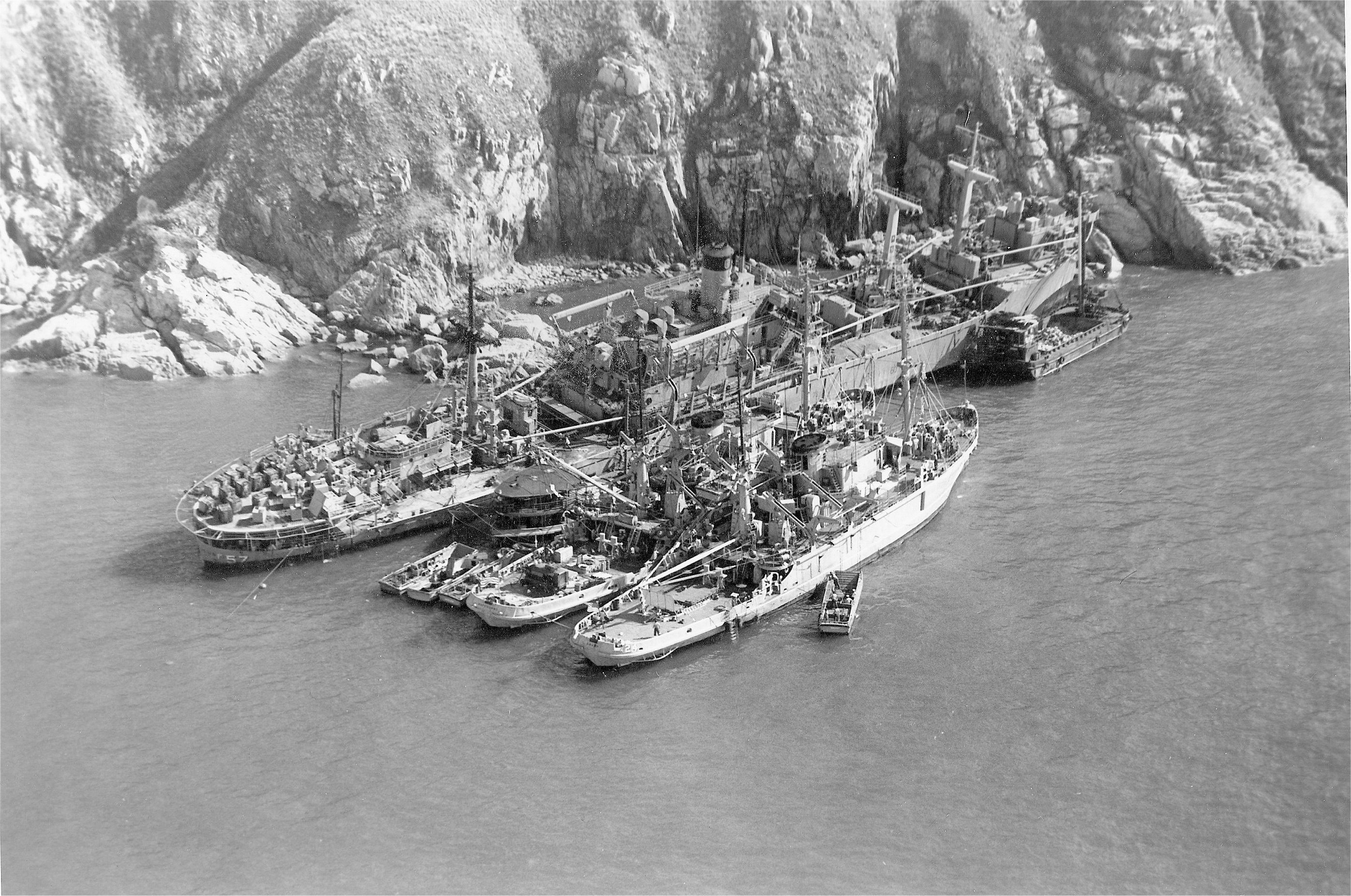
El USS Regulus encalló en la zona portuaria de Hong Kong como consecuencia del tifón

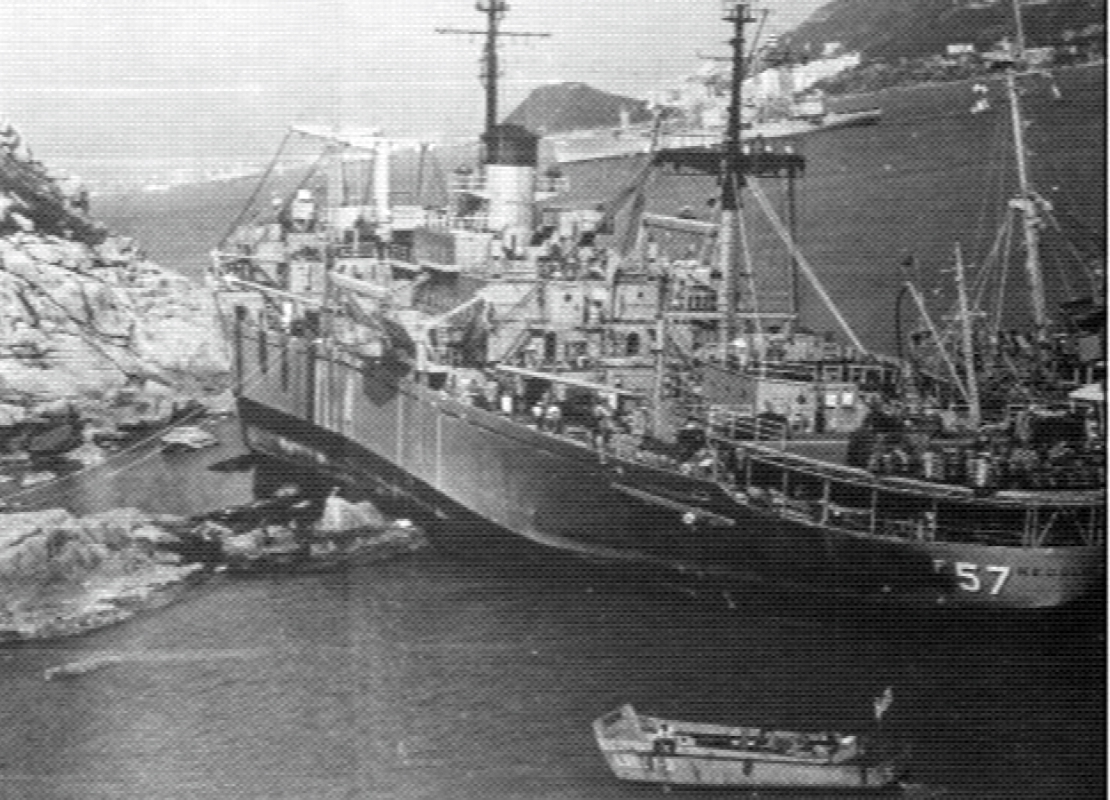
El Regulus encalló gravemente en 1971 debido a un tifón: después de tres semanas de esfuerzos, los salvadores navales lo consideraron insalvable.

Mientras se encontraba en Hong Kong a la espera del paso del tifón Rose, el Regulus encalló en la isla Kau I Chau el 17 de agosto de 1971, abriéndose paso su casco. Después de tres semanas de intentar reflotar el Regulus, finalmente se decidió que el daño que había sufrido era demasiado grave para justificar su rescate. El barco fue cortado en pedazos y retirado en pedazos. El Regulus fue dado de baja el 10 de septiembre de 1971 y posteriormente eliminado de la Lista de la Armada estadounidense.